# 堀尾文人
堀尾 文人（ほりお ふみと、本名：ジェームズ・フミオ・ホリオ、英語: James Fumio Horio、1907年3月15日 - 1949年12月11日）は、アメリカ合衆国・ハワイ準州マウイ島出身のプロ野球選手（中堅手）。愛称はジミーで「ジミー堀尾」。
アメリカ国籍の日系二世。1934年の大日本東京野球倶楽部創立メンバーの一人で、日本プロ野球の外国人選手（外国籍選手）第1号、スイッチヒッター第1号。またアジア人メジャーリーガー第1号を目指した選手とされる。

## 来歴・人物

### 生い立ち
両親とも広島出身で、父・島太郎と家族は1890年、数万人の広島県人とともにハワイ王国へ移住。（1893年にハワイ共和国、1898年にハワイ併合によりアメリカ合衆国ハワイ準州（Territory of Hawaii）となる。ハワイにおける日本人移民も合わせて参照）。一家はマウイ島パイアにある農場に雇われた。両親は劣悪の環境のさとうきび畑で働く。ジミーは8人兄弟の7番目としてマウイ島で生まれる。1910年、ジミーは兄とともに3歳で帰国し9歳まで広島市牛田（現在の東区）の父親の実家で育つ。マウイ島に戻り、野球に夢中になる。1920年代のハワイは非常に野球が盛んであったが、ラジオがあまり普及しておらず、アメリカ本土の試合は滅多に放送されることはなく、まわりにメジャーリーグに関心を持つ者はいなかった。しかしジミーは抜きん出て背が高くて特別野球がうまく、少年時代から目標はアメリカで「日系人プロ野球選手第一号となる」ことであった。マウイ高校中退。

### アメリカ本土へ
1928年、堀尾一家はプランテーション労働に見切りをつけて広島に引き揚げ、以降広島で暮らすが、ジミーはプロ選手になる夢を叶えるため、単身でアメリカ本土に渡る。ロスアンゼルスでトラック運転手などをしながら日系人野球チームで野球を続ける。グランドセントラル・マーケットのアマチュアチームでしばらくプレー。この時代には高橋吉雄や松浦一義らとも同チームでプレーした。1930年、地区最強の日系二世のセミプロチーム、ロサンゼルス・ニッポンズ（LA日本）に入団。1931年春、大阪毎日新聞記者・小野三千麿らの尽力によりロサンゼルス・ニッポンズの一員として帰国。若林忠志らのいた法政大学など日本の大学野球部やアマチュアクラブチームと対戦し圧勝。ジミーも強肩、強打と守備で日本人に鮮烈な印象を与えた。また、日本語が話せたので日本の選手と仲良くなる。日本から帰国して更に三年、ニッポンズに在籍したが、メジャーのスカウトから声はかからなかった。1934年、27歳になったこともあり、ロサンゼルスをあきらめ、ネブラスカ・ステート・リーグ（Dクラス）に所属するサウスダコタ州スーフォールズ市のマイナーリーグ「カナリーズ」に入団。ここでジミーはずば抜けた守備力の外野手としての評価を勝ち得た。ジミーは"黄渦"（イエロー・ペリル）と仇名された。ネブラスカ・ステート・リーグ唯一の日本人だったジミーに対する野次は酷く、相手チームや観客の格好の餌食となった。しつこい野次を繰り返す観客に対して、グラウンドに降りてこいと凄んだこともある。同年秋、全米（MLB）選抜チームが日本に遠征するという話を耳にする。同時に読売新聞社がその相手となる全日本チームを編成するという話を耳にする。1931年のロサンゼルス・ニッポンズ遠征時には、自身は日本選手をはるかに凌駕していた。きっと自分は、日本の有名プレイヤーよりうまいに違いない。そう思った瞬間、ジミーの頭に驚くべきアイデアが閃いた。自分が全日本チームに入り、メジャーリーガーの前で有能な選手だと証明できれば、メジャーリーグ契約を獲得できるかもしれない。当時シカゴ・ホワイトソックスに所属していたアル・シモンズを介して日本チーム入りを画策するがシモンズは無関係と分かる。遠征ツアーは一ヶ月後に始まる。読売新聞社に手紙を書いている暇もなければ、日本の友人を介して自分を紹介してもらう時間もない。「カナリーズ」には退団を申し出て、ジミーは妻ヨシを連れて、入団交渉のため横浜行きの船に乗る。

### 巨人軍創設に参加
船中、ウォレス平井という日系二世のスポーツ記者と親しくなる幸運に恵まれる。ジミーの話に興味を持った平井は、ホノルルの二ヶ国語新聞『日布時事』にジミーの野球人生に関する記事を掲載してくれた。立ち寄ったハワイで田中義雄に誘いが来たことを知る（田中は辞退）。10月、日本に着いたジミーはすぐに「カナリーズ」時代の自分の写真と平井の記事のコピーを同封した手紙を全日本チームの監督・三宅大輔に送った。三宅はニッポンズが1931年来日したときに審判を務めており、ジミーを知っていた可能性が高い。こうして全日本チームの選抜テストを受け合格。ジミーはすぐに報酬はいくらかと尋ねたが、三宅は全日本チームはアマチュアでなければならないが、このまま全日本に留まり、読売が創設するプロ野球リーグに参加の意思があるのなら、その時点で遡って報酬を払ってもいいと答えた。これにより全日本チームの加入とそれに続いて結成予定のプロチーム「大日本東京野球倶楽部」への採用がその場で決まった。唯一人の外地出身者として全日本チーム入り。巨人軍初代背番号4。
同年11月、ベーブ・ルースやルー・ゲーリッグらを擁するMLB選抜チームと対戦する全日本の六大学出身の強打者を押しのけ四番に座る。しかしプレッシャーからか不振に陥りスタメン落ちし惨憺たる成績に終わる。有名な沢村栄治の快投試合では6回から出場、送りバント1。MLB選抜チームは全15試合中、47本のホームランを放ったが、日本人打者が放ったホームランは全部で3本、うち1本をジミーが打った。全米チームに強烈な印象を与え、メジャーリーグ契約を勝ち取る野望は潰えた。グラウンドでは振るわなかったが、唯一英語が話せたため通訳を買って出て両チームの選手の交流に一役買った。両チームの選手は同じ列車で移動し同じ宿に宿泊したという。
翌1935年のアメリカ遠征では、サンフランシスコ・ミッションズ（ミッション・レッズ）との第二戦、3番を打ちライトフェンスを軽々と飛び越えるスリーランホームランを放ち、初戦に完封負けを喫して非力という烙印を押されていた日本のベースボールプレーヤーのイメージを覆した。また日本のプロ野球チームが、アメリカのプロ野球チームに対して挙げた初勝利に大きく貢献した。その後も強打を発揮しチーム最多のホームランを放ったとされる。好成績により、遠征終了後、サクラメント・セネターズ（AAクラス）と契約しアメリカに残留。1930年代、パシフィック・コーストリーグはマイナーリーグのAAクラスとされていたが、実質的なプレーのレベルはメジャーリーグとほとんど変わらなかった。この遠征で最も活躍したのは沢村栄治と田部武雄であったが、当時は日本からの移民の門戸は閉ざされており、日本国籍の選手がアメリカでプレーすることは不可能だった。

### 再びアメリカへ
アメリカ遠征でのハードスケジュールで足を痛め、また妻ヨシが交通事故で亡くなったこともあって、前半好調だった成績が急降下しシーズンを終えた。この年、レフティ・オドール監督率いるサンフランシスコ・シールズ（AAA）とも対戦。堀尾が最終回に放ったセンターへのヒット性の当たりをスムーズに前進して好捕したのは、堀尾と同じセンターのジョー・ディマジオであった。ディマジオは翌年からのニューヨーク・ヤンキース入りが決まっていた。堀尾は日系人ただ一人のプロ野球選手として日系人に人気があったという。翌1936年、シアトル・インディアンズに移籍。同年、東京巨人軍と改名し前年に続いてアメリカ遠征を行った巨人軍と今度は敵チームとして対戦した。しかし試合終了後、カナダ・バンクーバーのチーム移籍を言い渡される。29歳でのマイナーリーグのファーム行きに大リーグ入りの夢はあきらめ、当時阪急軍の監督に就任していた三宅大輔に誘われ1936年5月、創設間もない阪急軍に入団。阪急軍初代背番号23。

### 阪急軍
四、五番を打ち主力選手として活躍。広い守備範囲に強肩、本塁送球はストライク返球だったといわれ、三拍子揃った外野手（センター）として鳴らし西村正夫（または山下好一）、山下実と共に"百萬弗外野陣"とも称された。堀尾を中心とした阪急外野陣は、初期のプロ野球随一の均整のとれた強打線ともいわれた。肩幅広く長身、顎ヒゲ跡が濃く、ブスッとして喜怒哀楽に無感覚、快足のために反って目立たぬ攻守、いつ外野席に叩き込むか分からぬ不敵な面構えに、人気はほとんどなかったといわれる。細身ながら草創期の野手では最も背が高かったといわれ、沢村栄治が「ジミーさん死んだら手の皮をくださいね、グローブ作るんだ」と冗談を言ったほど手の平からして大きかった。怪力で片手で選手のベルトをつかむと相手を自分の目の高さよりも高く持ち上げたという逸話が残る。通算打率.236は、いかに低打率の時代とはいえ低いが、日本式の当てにいくバッティングではなく、当時の日本では異端とされた振り切る打法だったためで、その腕っぷしからたまに放たれる打球はロケット弾となって飛んだといわれる。1936年11月14日、対名古屋軍戦で記録した一試合連続打席3三塁打は、2017年現在も日本最多タイ記録(過去3人)。1937年10月6日、対金鯱軍戦で打ったホームランは、戦前の後楽園球場での2本の場外ホームランの1本。この大ホームランは古いファンの語り草だったという。同年10月30日、対セネタース戦（後楽園）のホームランは、阪急球団代打ホームラン第1号。同年開設された西宮球場は、小林一三の命を受けた三宅監督が、堀尾を通してリグレー・フィールドの青写真を取り寄せ、それを参考に設計されたもの。1938年8月29日、同じく後楽園球場の対ライオン戦で、菊矢吉男から放ったホームランは、センターオーバーのホームラン第1号ともいわれる。また俊足選手で1936年秋に開催された第二回全日本野球選手権大会の対名古屋軍で、史上唯一の3イニング連続3打席連続三塁打を記録している。打撃に比べ守備は洗練されていて戦前のセンターでは一番巧かったという声もある。この他、アメリカのプロ野球では当たり前だった牛骨を使ったバットの手入れ等、野球用具の大切さを説いた。当時の野球選手は試合にバットを1本しか持参しない選手が多く、バットを折った選手が「ちょっと貸してくれ」と言おうものなら「手で打て!」と怒鳴り飛ばした。堀尾は30本以上バットを所有していたという。英語が話せる反面、日本語がたどたどしく、六大学出のスター選手の多かった阪急では、チームメイトと最後まで溶け込めなかったといわれる。ただ『阪急ブレーブス五十年史』では、チームメイトにかわいがられたと記述されている。

### 阪神
1939年、三宅監督の退任で自身も退団し同じ日系の若林忠志に誘われ大阪タイガースに移籍。タイガース初代背番号31。当時阪神は阪急と敵対関係にあったのでこの移籍は物議を醸した。元々あまり無かった人気をさらになくしたといわれ、満場の罵声を浴びせられていたといわれる。ここでもレギュラーとして活躍、山口政信入営の穴を埋めた。阪神タイガース第12代四番打者でもある。当時としては珍しいスイッチヒッターであったが、阪急入団以降は左ではほとんど打たなかったという。ただし時に左で長打を放つこともあったという証言もある。日米間の関係が緊迫した1941年6月14日、アメリカ政府の召喚命令により、阪神を退団して二人目の妻・
アイリーンと息子・ジェームズを連れハワイに帰国した。ずっと日本にいたら必ず本塁打王争いに絡んでいたろうといわれる。

### ハワイ帰国
帰国後、真珠湾の造船所で船のペンキ塗りの仕事を始め、給料を貯めてガソリンスタンドを購入。またハワイリーグで野球を続けた。1941年12月8日、真珠湾攻撃の日は、当時ジミーの自宅があったホノルル・カイムキ上空を日本海軍の航空機が通過した。1943年父親が広島で病死。1945年8月6日、米軍の広島市への原爆投下により兄が亡くなる。同年、39歳でユニフォームを脱いだ。
その後、父の墓参りに行く機会も日本に残った家族を訪れる機会もないまま、骨肉腫を患い、1949年骨ガンにより死去。享年42。

## 逸話
- 阪急に入った1936年、広島の実家に帰った堀尾は町の写真館のウインドーに若い女性のポートレートを見つけ、この女性が誰か尋ね歩き、自身の実家・牛田の川向う（京橋川）の白島（現在の中区）に住む日系二世の9歳年下の女性・アイリーンと突きとめ再婚した[42][45]。ところが1939年、阪神に移籍した頃にはお金に困っていたのか、借家の大家が家賃を集金に行くと、堀尾の妻が机の上に乗せた椅子から堀尾の号令で何度も飛び降りて大きな音を立てていた。妻はつわりが酷く、高い所からの飛び降りという無謀な方法で人工流産を考えていたのだという。これを聞いた大家は同情し、立ち退き問題は円満に収まったと松木謙治郎の著者に書かれている[46]。
- 現在までに刊行されている書籍の多くでは日本プロ野球の本格的なスイッチヒッターは柴田勲が第一号とあるが、阪急、阪神時代は右打席よりも左打席に立つ事が多かったと言う彼が実は日本プロ野球におけるスイッチヒッター第一号である。

## 詳細情報

### 年度別打撃成績
| 年 度     | 球 団     | 試 合 | 打 席 | 打 数 | 得 点 | 安 打 | 二 塁 打 | 三 塁 打 | 本 塁 打 | 塁 打 | 打 点 | 盗 塁 | 盗 塁 死 | 犠 打 | 犠 飛 | 四 球 | 敬 遠 | 死 球 | 三 振 | 併 殺 打 | 打 率 | 出 塁 率 | 長 打 率 | O P S |
| --------- | --------- | ----- | ----- | ----- | ----- | ----- | -------- | -------- | -------- | ----- | ----- | ----- | -------- | ----- | ----- | ----- | ----- | ----- | ----- | -------- | ----- | -------- | -------- | ----- |
| 1936春夏  | 阪急      | 9     | 43    | 37    | 8     | 4     | 1        | 0        | 1        | 8     | 6     | 2     | --       | 0     | --    | 4     | --    | 2     | 7     | --       | .108  | .233     | .216     | .449  |
| 1936秋    | 阪急      | 29    | 130   | 123   | 16    | 22    | 3        | 3        | 0        | 31    | 17    | 10    | --       | 1     | --    | 6     | --    | 0     | 17    | --       | .179  | .217     | .252     | .469  |
| 1937春    | 阪急      | 28    | 96    | 86    | 6     | 21    | 5        | 2        | 2        | 36    | 15    | 3     | --       | 0     | --    | 9     | --    | 1     | 7     | --       | .244  | .323     | .419     | .742  |
| 1937秋    | 阪急      | 45    | 174   | 154   | 16    | 39    | 10       | 0        | 3        | 58    | 27    | 5     | --       | 1     | --    | 16    | --    | 3     | 18    | --       | .253  | .335     | .377     | .712  |
| 1938春    | 阪急      | 32    | 136   | 121   | 17    | 35    | 2        | 3        | 1        | 46    | 15    | 7     | --       | 2     | --    | 12    | --    | 1     | 6     | --       | .289  | .358     | .380     | .738  |
| 1938秋    | 阪急      | 26    | 113   | 103   | 17    | 24    | 6        | 3        | 2        | 42    | 20    | 4     | --       | 2     | --    | 7     | --    | 1     | 8     | --       | .233  | .288     | .408     | .696  |
| 1939      | 大阪 阪神 | 96    | 436   | 396   | 61    | 98    | 12       | 5        | 7        | 141   | 57    | 17    | --       | 4     | 1     | 30    | --    | 5     | 24    | --       | .247  | .309     | .356     | .665  |
| 1940      | 大阪 阪神 | 98    | 436   | 395   | 55    | 95    | 22       | 2        | 3        | 130   | 38    | 29    | --       | 3     | 2     | 34    | --    | 2     | 33    | --       | .241  | .304     | .329     | .633  |
| 1941      | 大阪 阪神 | 28    | 115   | 104   | 8     | 21    | 3        | 0        | 3        | 33    | 14    | 2     | --       | 0     | --    | 10    | --    | 1     | 17    | --       | .202  | .278     | .317     | .596  |
| 通算：6年 | 通算：6年 | 391   | 1679  | 1519  | 204   | 359   | 64       | 18       | 22       | 525   | 209   | 79    | --       | 13    | 3     | 128   | --    | 16    | 137   | --       | .236  | .302     | .346     | .648  |

- 各年度の太字はリーグ最高
- 大阪（大阪タイガース）は、1940年途中に阪神（阪神軍）に、1946年に大阪（大阪タイガース）に球団名を変更

### 背番号
- 4 （1935年）
- 23 （1936年 - 1938年）
- 31 （1939年 - 1941年途中）